# リーヒマキ・サンクトペテルブルク鉄道

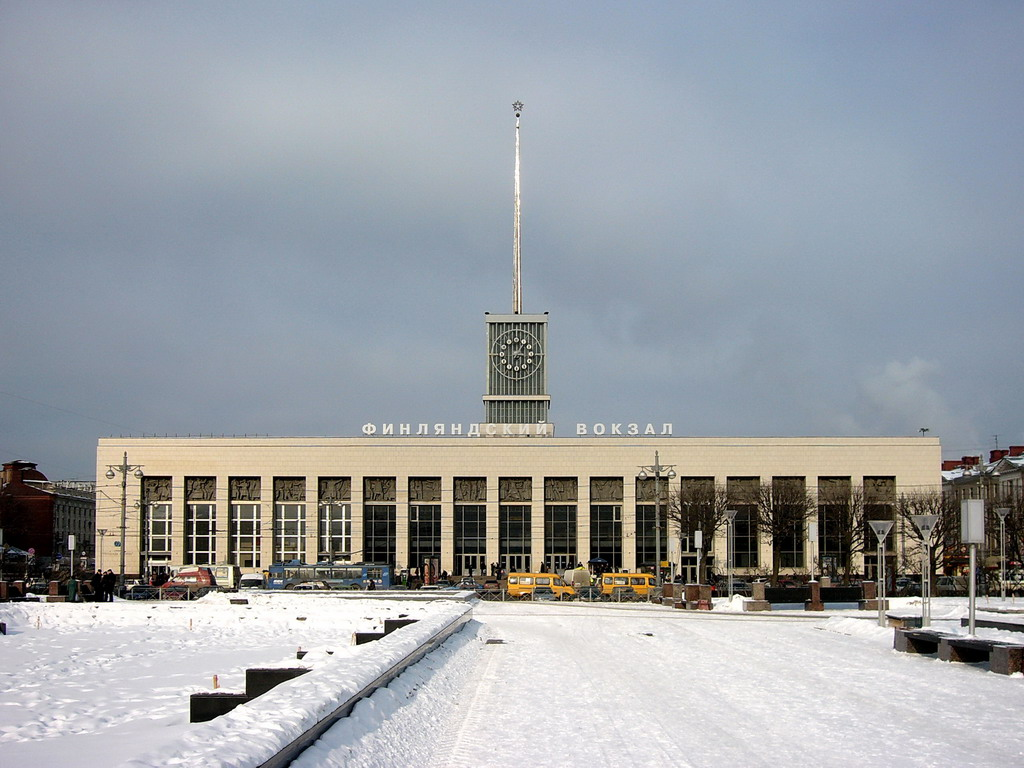
フィンランドスキー駅

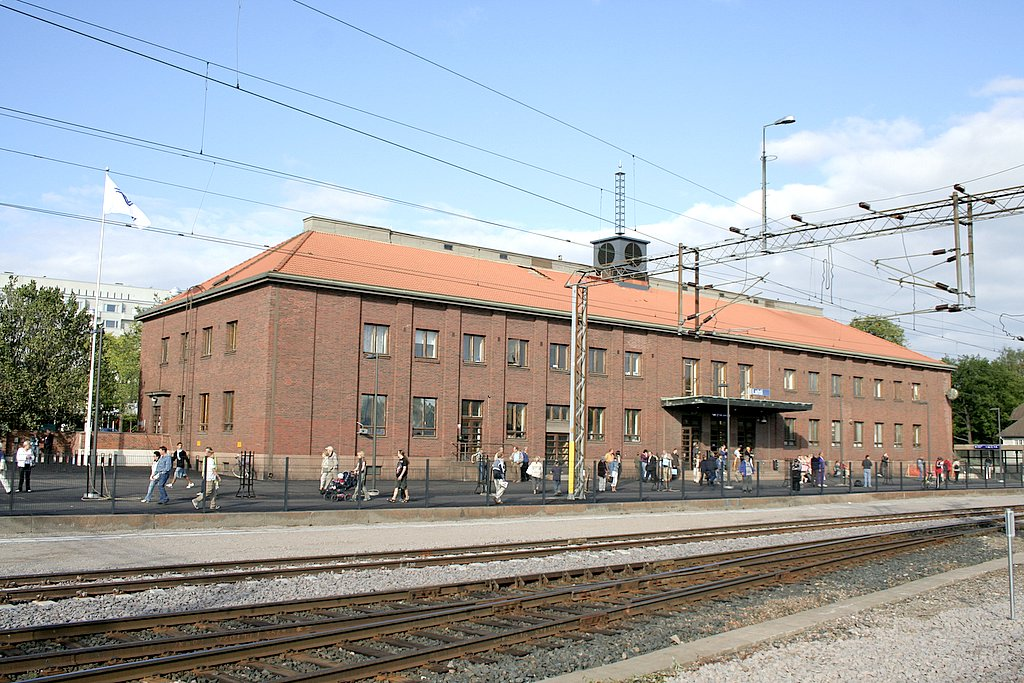
ラハティ駅

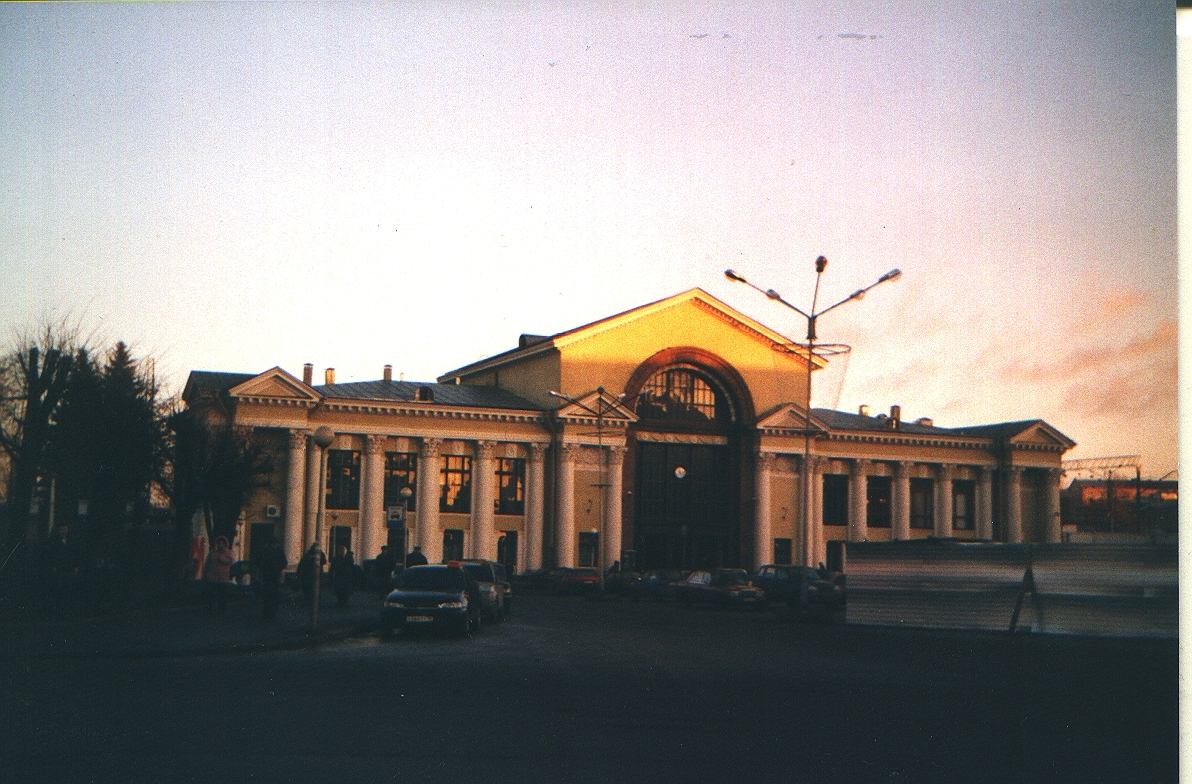
ヴィボルグ駅

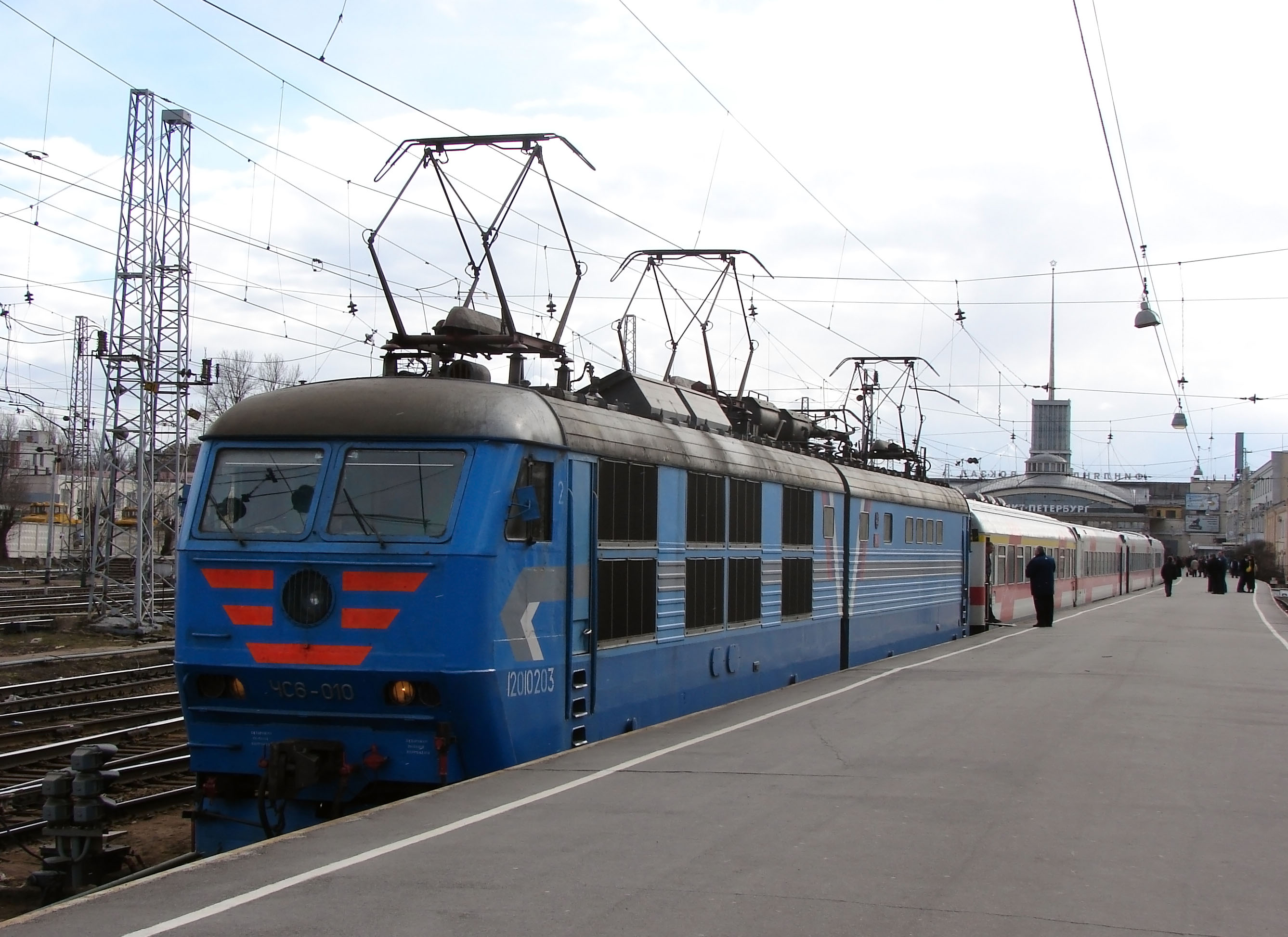
Sibelius train at the Finlyandsky Rail Terminal, 2007

リーヒマキ・サンクトペテルブルク鉄道とはフィンランドのカンタ＝ハメ県リーヒマキにあるリーヒマキ駅とロシア連邦のサンクトペテルブルクにあるフィンリャンツキー駅を結ぶ全長385kmの鉄道路線である。

## 概要
国際高速列車「アレグロ」（カレリアントレインズ、ヘルシンキ - サンクトペテルブルク）と寝台列車「トルストイ号」（モスクワ - サンクトペテルブルク - ヘルシンキ）が運行されている。ロシア領内では郊外列車（エレクトリーチカ）も運行されており、フィンランドスキー駅からゼレノゴルスク、ロシチノ、ポベダ（ゴーリコフスコエ）、キーロフスコエ、ガヴリロヴォ、ヴィボルグ、ブスロフスカヤなどに向かう。

## 歴史
1867年に建設が開始され、1870年に完成した。当時のフィンランドはロシア帝国と同君連合を結んだフィンランド大公国であったが、サンクトペテルブルクとベロオストロフを結ぶ短い区間はロシア帝国本国の領土であった。サンクトペテルブルク側のターミナル駅であるフィンランドスキー駅は1870年に使用開始された。 
リーヒマキ駅でヘルシンキ・リーヒマキ線と接続し、ラハティ、コウヴォラ、ヴィボルグ、ゼレノゴルスクを経てサンクトペテルブルクに向かう。1917年のフィンランド独立まではロシア本土の区間を含めて全区間がフィンランド国鉄の運営であった。この鉄道の建設により、カレリア地峡の西側は数多くのダーチャが建てられたリゾート地となった。
冬戦争および継続戦争の結果、モスクワ講和条約、モスクワ休戦協定およびパリ条約が締結され、カレリア地峡がソ連に割譲されると共に、フィンランド領内であった区間の一部はソ連領内となった。
ロシア国鉄の路線と接続したのはネヴァ川にフィンランド橋が架けられた1913年のことである。
2006年にはラハティ - ケラヴァ間の高速鉄道（fi:Lahden oikorata）が開業し、ヘルシンキまでの所要時間が約30分短縮された。 2010年にはラハティ - サンクトペテルブルク間の大部分の区間が最高速度200km/hに引き上げられた。後に貨物列車はもう一つの高規格路線（サンクトペテルブルク・ヒートラ鉄道）での運行に切り替えられた。Sm6が導入されてからは更に2時間所要時間が短縮され、約3時間30分で結べるようになった。
ロシア区間は旅客専用線であり、貨物列車（主に材木、花崗岩、石油など）はサンクトペテルブルク・ヒートラ鉄道を経由する。

## 駅一覧

### フィンランド領内
リーヒマキ駅(Riihimäki) - ヒキア(Hikiä) - ハウスヤルヴィ(Hausjärvi) - オイッティ(Oitti) - ラッピラ(Lappila) - ヤルヴェラ(Järvelä) - ヘッララ(Herrala) - ラハティ駅(Lahti) - ウーシキラ(Uusikylä) - カウサラ(Kausala) - コリア(Koria) - コウヴォラ(Kouvola) - ウッティ(Utti) - カイピアイネン(Kaipiainen) - ターヴェティ(Taavetti) - ルーマキ(Luumäki) - プルサ(Pulsa) - シモラ(Simola) - ヴァイニカラ(Vainikkala) -（国境）

### ロシア領内
（国境） - ブスロフスカヤ((Бусловская) - ルジャイカ(Лужайка) - 144km - クラフツォヴォ(Кравцово) - 138km - プリゴロドナヤ(Пригородная) - 134km - ヴィボルグ(Выборг) - ラザレフカ(Лазаревка) - ヴェルフネ・チェルカソヴォ(Верхне-Черкасово) - 117km - レベジェフカ(Лебедевка) - ガヴリロヴォ(Гаврилово) - レイピャスオ(Лейпясуо) - キーロフスコエ(Кирилловское) - ザホツコエ (Заходское) - カンネリヤルヴィ(Каннельярви) - シェヴェリョヴォ(Шевелёво) - ゴーリコフスコエ(Горьковское) - 63km - ロシチノ(Рощино) - ウシュコヴォ(Ушково) - ゼレノゴルスク(Зеленогорск) - コマロヴォ(Комарово) - レピノ(Репино) - ソルネチノエ(Солнечное) - ベロオストロフ(Белоостров) - ジブヌィ(Дибуны) - ペソチナヤ(Песочная) - レヴァショヴォ(Левашово) - パルゴロヴォ(Парголово) - シュヴァロヴォ(Шувалово) - オゼルキ(Озерки) - ウデリナヤ(Удельная) - ランスカヤ(Ланская) - サンクトペテルブルク（フィンランドスキー駅）(Санкт-Петербург-Финляндский)

## 電化
- 1951年：フィンランドスキー駅 - ゼレノゴルスク駅
- 1952年：ゼレノゴルスク駅 - ウシュコヴォ駅
- 1954年：ウシュコヴォ駅 - ロシチノ駅
- 1968年：ロシチノ駅 - キーロフスコエ駅
- 1969年：キーロフスコエ駅 - ヴィボルグ駅
- 1977年：ヴィボルグ駅 - ルジャイカ駅
- 1978年：国境区間

## 参照
1. ↑  トルストイ号は2003年に開業したラドジスキー駅を経由する。モスクワ方面への他の国際列車も同様である。